# Hyle (Zeitschrift)
Hyle ist eine englischsprachige wissenschaftliche Zeitschrift für die Philosophie und Theorie der Chemie, die von dem Chemiker und Philosophen Joachim Schummer bearbeitet wird. Alle Beiträge der Zeitschrift erscheinen im Open Access und werden einem Peer-Review-Verfahren unterworfen.
Bei der Gründung im Jahr 1995 unter dem Titel Mitteilungsblatt des Arbeitskreises Philosophie und Chemie wurde die Zeitschrift als Druck-Ausgabe von einem „Arbeitskreis Philosophie und Chemie“ herausgegeben, der 1993 gegründet worden war. Von 2.1996 bis 12.2006 erschien sie als Druck-Ausgabe unter dem Titel Hyle. An international journal for philosophy of chemistry, fortgesetzt von der seit Anfang an begleitend erscheinenden Online-Ausgabe unter dem Titel Hyle. An international journal for philosophy of chemistry.